# Nikolaj Dubinin
Nikolaj Gennad'evič Dubinin, O.F.M. Conv. (en ruso: Николай Геннадьевич Дубинин; Novoshájtinsk, Óblast de Rostov, 27 de mayo de 1973) es un prelado católico ruso. Desde el 30 de julio de 2020 se desempeña como obispo titular de Aquae in Byzacena y obispo auxiliar de la arquidiócesis de la Madre de Dios en Moscú.

## Biografía
Dubinin nació en una familia de intelectuales como el menor de dos hermanos. Sus parientes paternos eran ortodoxos rusos locales, mientras que sus parientes maternos eran católicos en la República Socialista Soviética de Bielorrusia. Según las reglas de Bielorrusia para las uniones mixtas, tenía que ser bautizado como católico como segundo hijo de una familia. Sin embargo, fue bautizado “injustamente” en el Patriarcado de Moscú al igual que su hermana mayor. Según su propia admisión, «se convirtió en miembro de la Iglesia Católica tan pronto como surgió la oportunidad, en 1991, a la edad de 18 años».
Después de graduarse de la educación secundaria, estudió en la Facultad de Filología de la Universidad Estatal de Rostov entre 1990 y 1993, pero luego ingresó en la Orden de Frailes Menores Conventuales en 1994. Hizo su profesión de votos el 8 de septiembre de 1995 y su profesión solemne el 3 de octubre de 1998. Fue ordenado sacerdote el 24 de junio de 2000 por Tadeusz Kondrusiewicz, después de graduarse del Seminario Teológico Franciscano Mayor en Łódź (Polonia) y de la Universidad Católica de Lublin.
Regresó a Rusia y comenzó a trabajar en las parroquias franciscanas y como superior de las diferentes comunidades franciscanas locales, con una pausa entre 2002 y 2005, cuando estudió en el Instituto Litúrgico Pastoral en Padua, Italia, con la licenciatura en Teología Litúrgica. Desde 2005 hasta 2018 se desempeñó como Custodio General de la Orden de Frailes Menores Conventuales en Rusia y al mismo tiempo fue profesor en el Seminario Teológico Mayor de María Reina de los Apóstoles en San Petersburgo.
El 30 de julio de 2020, el Papa Francisco lo nombró Obispo Auxiliar de la arquidiócesis de la Madre de Dios en Moscú y Obispo Titular de Aquae in Bizacena. El 4 de octubre de 2020 fue consagrado obispo por el arzobispo Paolo Pezzi en la Catedral de la Inmaculada Concepción en Moscú.